# Kattusseqatigiit
Kattusseqatigiit (Groenlands voor Onafhankelijken) was een midden-rechtse een politieke partij in Groenland. Bij de verkiezingen van 15 november 2005 behaalde de partij 4,1 % van de stemmen oftewel 1 van de 31 zetels. Bij de verkiezingen van 2 juni 2009 haalde de partij 3,8 % van de stemmen oftewel 1 van de 31 zetels.
Bij de verkiezingen van 2013 voor het Groenlandse parlement kreeg de partij 1,1% van de stemmen en behaalde geen zetel meer. De partij werd opgeheven en oprichter Anthon Frederiksen werd lid van de Partii Naleraq.